# Triada Macdonalda
Triada Macdonalda – trójelementowy zestaw zachowań obejmujący enurezę (mimowolne moczenie się), podpalanie i okrucieństwo wobec zwierząt. Współwystępowanie tychże zachowań w okresie młodości interpretowane jest jako sygnał rozwijającej się osobowości patologicznej lub antyspołecznej.
Teorię tę przyjął John Macdonald w roku 1963, a Hellman i Blackmann w 1964. Zachowania składające się na triadę Macdonalda wielokrotnie obserwowane były w młodości seryjnych zabójców.